# Jamont Gordon
Jamont Gordon (nacido el 16 de marzo de 1987 (38 años) en Nashville, Tennessee) es un  jugador de baloncesto estadounidense. Con 1.93 de estatura, juega en la posición de escolta. Actualmente forma parte de la plantilla del KK Partizan.

## Trayectoria
- Universidad Estatal de Misisipi (2005-2008)
- Fortitudo Bologna  (2008-2009)
- Cibona Zagreb  (2009-2010)
- CSKA Moscú (2010-2012)
- Galatasaray (2012-2014)
- Tofaş Spor Kulübü (2015)
- KK Partizan (2017-)